# Freetown Sound
Freetown Sound es el tercer álbum de estudio del artista Dev Hynes grabado bajo el nombre artístico Blood Orange. Fue publicado el 28 de junio de 2016, tres días antes de su fecha de lanzamiento inicial (1 de julio de 2016). El álbum contiene apariciones especiales de Empress Of, Debbie Harry, Nelly Furtado, Kelsey Lu y Carly Rae Jepsen. La portada del álbum es una fotografía de 2009 titulada Binky and Tony Forever por la artista estadounidense Deana Lawson.

## Producción
Freetown Sound toma su nombre de Freetown (Sierra Leona), donde el padre de Hynes nació. El álbum incluye colaboraciones de Carly Rae Jepsen, Zuri Marley, Debbie Harry, Nelly Furtado, la escritora Ta-Nehisi Coates, la poeta de slam Ashlee Haze, entre otros. Cuando anunció por primera vez el lanzamiento en su perfil de Instagram, Hynes escribió que "el álbum estaba destinado a aquellos a quienes les habían dicho que "no eran lo suficientemente negros, demasiado negros, demasiado queer, no queer de la manera correcta".

## Promoción
La canción "Hadron Collider", con la participación de la artista canadiense Nelly Furtado, fue publicado únicamente en formato casete el 12 de diciembre de 2015, y fue vendido en exclusiva en sus conciertos de Apollo Theater en Nueva York.
Un vídeo musical para la canción "Augustine" fue publicado el 28 de junio de 2016, acompañando el lanzamiento del álbum. Un vídeo para "I Know" fue publicado el 28 de octubre de 2016, seguido de un vídeo para "Better Than Me", en colaboración con Carly Rae Jepsen el 16 de diciembre de 2016. El 24 de marzo de 2017, un vídeo musical/cortometraje para las canciones "With Him", "Best to You" y "Better Numb" fueron publicados en exclusiva en la plataforma de streaming Tidal. El vídeo también incluye a Empress Of, apareciendo en las voces para "Best to You".

## Recepción
El álbum fue lanzado con gran éxito de críticas positivas. Escribiendo para Exclaim!, Stephen Carlick elogió el álbum, llamándolo "Hynes en su mejor momento, mezclando su mejor composición y producción hasta el momento con un efecto poderoso y decidido".
El álbum fue preseleccionado por IMPALA (Independent Music Companies Association) para el premio Álbum del año 2016, que premia anualmente el mejor álbum lanzado en un sello europeo independiente.

## Lista de canciones
| N.º | Título            | Duración |  |
| 1.  | «By Ourselves»    | 2:12     |  |
| 2.  | «Augustine»       | 3:51     |  |
| 3.  | «Chance»          | 2:49     |  |
| 4.  | «Best to You»     | 3:46     |  |
| 5.  | «With Him»        | 1:25     |  |
| 6.  | «E.V.P.»          | 5:44     |  |
| 7.  | «Love Ya»         | 2:48     |  |
| 8.  | «But You»         | 3:01     |  |
| 9.  | «Desirée»         | 3:01     |  |
| 10. | «Hands Up»        | 4:09     |  |
| 11. | «Hadron Collider» | 3:44     |  |
| 12. | «Squash Squash»   | 3:37     |  |
| 13. | «Juicy 1–4»       | 4:36     |  |
| 14. | «Better Than Me»  | 3:17     |  |
| 15. | «Thank You»       | 3:04     |  |
| 16. | «I Know»          | 4:35     |  |
| 17. | «Better Numb»     | 3:01     |  |

| Freetown Sound - Edición japonesa |              |          |  |
| N.º                               | Título       | Duración |  |
| 18.                               | «St. Marcus» | 2:22     |  |

## Posicionamiento en listas
| Listas (2016)                           | Mejor posición |
| --------------------------------------- | -------------- |
| Bélgica (Ultratop flamenca)             | 78             |
| Bélgica (Ultratop valona)               | 125            |
| Alemania (Offizielle Top 100)           | 81             |
| New Zealand Heatseekers Albums (RMNZ)   | 10             |
| Noruega (VG-lista)                      | 23             |
| Suiza (Schweizer Hitparade)             | 88             |
| Reino Unido (UK Albums Chart)           | 154            |
| Estados Unidos (Billboard 200)          | 159            |
| Estados Unidos (Top R&B/Hip-Hop Albums) | 10             |